# بردسیر

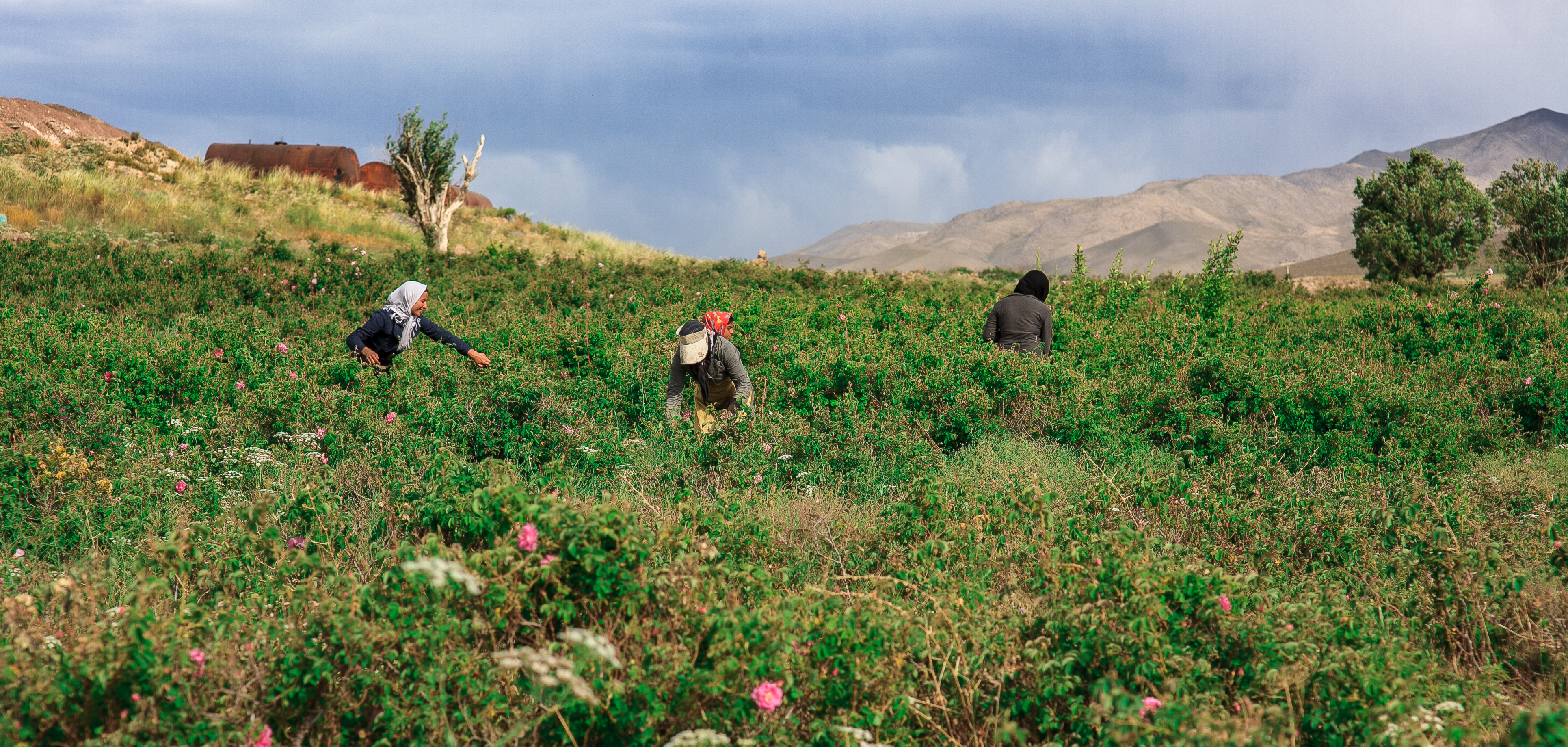
برداشت گل محمدی لاله‌زار بردسیر

بَرْدْسیر یکی از شهرهای استان کرمان و مرکز شهرستان بردسیر است. این شهر در فاصله ۶۰ کیلومتری کرمان واقع شده‌است. جمعیت شهر بردسیر بر اساس سرشماری مرکز آمار ایران در سال ۱۳۹۵، برابر با ۲۵٬۱۵۲ نفر بوده‌است. شهرستان بردسیر  در مرکز استان کرمان قرار دارد.

## ریشه نام بردسیر
این شهر به نام مؤسس شهر بردسیر؛ اردشیر بابکان (یا «اردسیر») بوده‌است که در بدو امر هم ‹‹وه اردشیر›› خوانده می‌شد که بعد به «اردشیر» تغییر یافت. نام قدیم کرمان در قرون وسطی بردسیر بوده که که به نام «گواشیر» نامیده می‌شده‌است. بردسیر در ابتدا روستای کوچکی بود که توسط اردشیر بابکان عمران و توسعه داده شد و به صورت شهر درآمد. مردم کرمان به منظور نشان دادن خرسندی خود از پیروزی او بر اردوان و به شاهی رسیدنش، نام این شهر را «وه ارتخشیر» نامیدند، این نام بعدها به «وه اردشیر»، «به اردشیر»، «بردشیر» و «بردسیر» تبدیل شد. «گواردشیر» نیز که مأخوذ از وه ارتخشیر است به همین محل اطلاق می‌شد. قبلاً به این شهر بنا به یک روایت «اردشیر» می‌گفته‌اند؛ یعنی جای نیک، ولی بعد از حمله اعراب، این محل بهرسیر نامیده شد و پس از مدتی بردشیر و درنهایت به دلیل ثقل کلام آن را «بردسیر» خواندند. با این حال در آن زمان بعضی از ایرانیان آن را گواشیر می‌خوانده‌اند که این کلمه مأخذ از اردشیر بوده‌است. با توجه به مطالب یادشده، نام بردسیر پس از حملهٔ اعراب میان زبان‌ها افتاد و به شهرت رسید. بردسیر بمانند
واژگان گرمسیر و سردسیر است که به معنای سرزمین گرما و سرماست به معنای سرزمین برد هستش و برد به معنای سنگ است درزبان لری و زبان کردی پس بردسیر یعنی " سرزمین سنگ " بردسیر از واژه برد به معنی سنگ+سیر یعنی «مکان سنگدار» گرفته شده مانند واژگان گرمسیر و سردسیر که به معنای مکان گرما و سرماست

## پیشینه
بردسیر که از آن به مشیز نیز یاد می‌شود، دارای سابقهٔ تاریخی قابل توجهی بوده و قدمت تاریخی آن به قبل از ساسانیان می‌رسد.
این منطقه از اولین مکان‌هایی است که زندگی اجتماعی در آن شکل گرفته‌است و بهترین دلیل بر این مدعا، وجود آثار و بناهای تاریخی زیاد چون:پیرجارسوز، برج نگار، برج تاریخی قلعه ارگ بردسیر، تل ابلیس و… است.
تحقیقات انجام شده توسط استادان دانشگاه هاروارد در ۴۰ سال قبل نشان می‌دهد که در این سرزمین، مردمی زندگی می‌کرده‌اند که بیش از ۵۰۰۰ سال پیش برای نخستین مرتبه به صنعت ذوب مس دست یافتند. حفاری‌هایی که در سال ۱۳۱۴ توسط هراول اشتاین و در سال ۱۳۴۴ توسط ژوزف کالدوک انگلیسی انجام شده‌است، حکایت از این دارد که اهالی این محل ۶۰۰۰ سال قبل موفق به ذوب مس در محل «تل ابلیس» شده‌اند و این کوره‌ها را فعال کرده و موفق به ساختن اشیایی چون سنجاق و ظرف مسی شدند و در رونق اقتصادی این شهر همت گماردند. همچنین وجود اشتراک درسفال‌های این منطقه با سفال‌های مناطق بین‌النهرین، سوریه و هند حاکی از ارتباط مابین این دو منطقه و تمدن‌های آنان و قدمت دیرینه بردسیر می‌باشد. بردسیردر زمان سلطنت آل بویه مرکز ایالت گردیده‌است و طبق نظر حمزه اصفهانی دو نام بردسیر و گواشیر ممکن است نشان دهنده انتساب آن به اردشیر مؤسس سلسله ساسانی باشد. در زمان سلاجقه کتابخانه این شهر ۵۰۰۰ جلد کتاب داشته و داخل شهر چند بیمارستان و مدرسه بوده که خود بهترین دلیل بر عظمت و وسعت این شهر می‌باشد که متآسفانه در زمان حمله مغول ویران شده‌است. ابن‌حوقل بردسیر را در سال ۵۵۰ شهر کوچکی دانسته و محمدبن‌ابراهیم نام‌های بردسیر و گواشیر را به جای یکدیگر و به یک معنی به کار برده‌است. به هر حال بردسیر گرچه شهر کوچکی بوده، بسیار آباد و پیرامون آن زیر کشت قرار داشته‌است.

### بردسیر پیش از اسلام
بردسیر سرزمین کهن تاریخی و از جمله مکان‌هایی ست که هزاران سال پیش از این، مردمی برخوردار از تمدن در آن زندگی می‌کردند. نخستین دلیل، وجود تل ابلیس است که بر اساس آخرین تحقیقات انجام شده، پنج هزار سال پیش از این مسکن مردمانی بوده که برای اولین بار یه صنعت ذوب مس دست یافتند، پیداست که چنین مردمی از درایت و هوش و علم و آگاهی برخودار بوده‌اند. دلیل دیگر، موقعیت خاص این شهرستان از نظر جغرافیایی است.
می‌دانیم که انسان‌ها در گذشته و قبل از استحصال آب از عمق زمین و کشف قنات و کاریز، ناگذیر در محل‌هایی تجمع می‌کردند که دارای رودخانه، ارتفاعات پربرف، و آب فراوان باشد، از آنجا که همهٔ این امکانات در بردسیر وجود داشته، لذا می‌توان آن را به عنوان زیستگاه انسان‌های هزاران سال قبل به حساب آورد.
وجود برخی آثار تاریخی که سابقه آن‌ها به قبل از اسلام برمی گردد، نظیر پیرجارسوز، برج تاریخی قلعه، برج نگار، قلعه غبیرا و آثار دیگری از این قبیل نیز می‌توانند دلیلی بر این مدعا باشد.
اظهار نظر برخی مورخین نیزبر قوت این نظر می‌افزاید، هر چند که به دور دست‌های تاریخ اشاره نمی‌شود به عنوان مثال، ناصرالدین منشی، این‌گونه اظهار نظر می‌کند که «گشتاسب بن لهراسب وقتی از استخر فارس که آشیان کامکاری و نشیمن شهریاری بود بر عزیمت تفرج و تصید به صوب کرمان عنان گرای شد و چون به هومه بردسیر رسید و آن حدود را مستعد عمارت یافت، به اساحت و اجرای کاریز اسف و بنای دهکده آن مثال داد. آتش خانه معبد آن جا را احداث فرمود تا منزل و مناخ صادر و وارد باشد».
اقدام آذر ماهان، حاکم کرمان در عصر انوشیروان که بنای شهر ماهان را به او نسبت می‌دهند دائر به روستایی به همین نام در بردسیر نیز از جمله این دلایل به‌شمار می‌رود. روستای ماهونو یا ماهونک بردسیر هنوز با همین اسم وجود دارد.

### بردسیر پس از اسلام
اگر چه بعد از اسلام و در تواریخ مختلف به نام «بردسیر» برمی‌خوریم، اما بیان برخی از مورخین چنین شبهه‌ای را به وجود آورده که در بسیاری از موارد، منظور از بردسیر همان کرمان کنونی بوده‌است. حتی اینکه در زمان علی ابن الیاس مرکز حکومتی از سیرجان به بردسیر انتقال یافته، باز هم منظور همان کرمان کنونی است. «لسترنج» در جغرافیای سرزمین‌های خلافت شرقی به‌طور مفصل به‌ایم موضوع پرداخته که بخش‌هایی از آن آورده می‌شود. (هم‌اکنون گفتیم که کرسی فعلی استان کرمان شهر کرمان است و این شهر گر چه اول اسلام نیستولی از زمان ساسانیان شهری مهم بوده و اصل آن را، به قول حمزهی اصفهان مورخ قرن چهاردهم هجری، اردشیر مؤسس سلطنت ساسانیان شاخت و آن را «به اردشیر» نامید (جای نیک اردشیر) و اعراب آن را بهرسیر (یا بهدسیر) و بردسیر (یا بردشیر) تلفظ کردند و ایرانیان، به قول مقدسی، آن را گواشیر نامیدند که مأخوذ بود از «ویه ارتخشیر» (صورت قدیم تری از بیه اردشیر) یاقوت گوید: بردسیر را در زمان او «جواسیر» یا «جواشیر» و نیز «گواشیر» می‌گفتند. همه این اسامی با اسم عربی بردسیر مطابق است و به جای آن استعمال می‌شود. (شهر بردسیر که در زمان سلطنت آل بویه کرسی جدید ایلت کرمان شد بدون شک و تردید همان شهر جدید کرمان است) زیرا آنجه در کتاب‌های جغرافیا در باب محل بردسیر نوشته شده و تعریفی که اکثر جغرافی نویسان عری از ابنیه بردسیر و اوضاع طبیعی ان کرده‌اند و تمام آن هنوز موجود است است همه بر شهر فعلی کرمان تطبیق می‌شود. وقایع نگراران ای رانی و عرب چنان‌که ذکر خواهیم کرد متفقند که پس از قرن چهارم بردسیر، که گواشیر نامیده می‌شد، کرسی کرمان گردید و مردم به جای تمام آن اسمی اسم «شهر کرمان» را به کار بردند و رفته رفته «شهر کرمان» را مختصراً «کرمان» گفتند و چنان‌که تاکنون هم معمو است، اسم ایالت بر کرسی آن اطلاق گردید. مقدسی که به تفصیل دربارهٔ بردسیر سخن گفته‌است آن را هنگامی که در عهد آل بویه کرسی ایالت کرمان بود چنین وصف می‌کند: اگر چه شهر بزرگی نیست و لی شهری بسیا مستحکم است، بیرون شهر قلعه بزرگی است واقع بر فراز تپه‌ای دارای باغستان و چاهی عمیق که به دستور ابن الیاس حاکم آن جا، مکه قبلاً نامی از وی بردیم، کنده شده و ابن الیاس معمولاً هر شب سوار می‌شد و از آن تپه بالا می‌رفت و در آن ثلعه می‌خوابید. در دروازه شهر، قلعه دیگری وجود داشت که اطراف آن خندقی حفر شده بد و به وسیله چند پل از آن خندق می‌گذشتند. در وشط شهر نیز قلعه دیگر بود که مسجد جامع بزرگ و باشکوه شهر در کنار آن قرار داشت. شهر دارای چهار دروازه بود که سه تای آن هر کدام به نام شهری که از آن دروازه به سوی شهر می‌رفتند موسوم بود، به این قرار: دروازه ماهان، دروازه خبیص و دروازه زرند. دروازهٔ چهارم دروازهٔ مبارک نام داشت که ظاهراً منسوب به شخصی مبارک نام بوده‌است. مقدسی گوید در شهر باغ‌های بسیار است که از آب قنات‌ها سیراب می‌شوند و آب خوردنی شهر از چاه است.
از وقتی که ابن الیاس در زمان سلطنت عضدالدوله کرسی ایلات را به بردسیر منتقل کرد، چنان‌که گفتیم این شهر به این مقام یعنی کرسی بودن کرمان باقی می‌ماند و سرنوشت آن تابع سرنوشت ایالت کرمان شد که به قاعدهٔ زمان هر کس حکمران فارس بود حکومت کرمان را نیز داشت. در اوایل قرن پنجم دولت آل بویه در مقابل سلجوقیان که از سال ۴۳۳ تا سال ۵۸۳ فرمان روایان ایالت کرمان بودند سقوط کرد، در زمان فرمانروایی اینان اگر چه سیرجان یکی از شهرهای عمده منطقه فرمانروایی آنان بود اما بردسیر همچنان به صورت دارالملک باقی ماند. در تاریخ سجوقیان تألیف ابن ابراهیم پایتخت دولت گاهی به اسم بردسیر و گاهی به نام گواشیر ذکر شده در حالی که میرخواند م‍ؤلف روضه الصفا در فصول مربوط به آن زمان دارالملک سلجوقیان را به نام «شهر کرمان» یا مختصراً به اسم «کرمان» ذکر می‌کند و نام بردسیر در روضه الصفا در هیچ جا ذکر نشده‌است؛ بنابراین این هر دو اسم، یعنی بردسیر و کرمان، بدون تفاوت بر یک محل اطلاق می‌شده چنان‌که ابن اثیر در اخبار سال ۴۹۴ گوید ایرانشاه سلجوقی را از بردسیر که شهر کرمانست بیرون کردند». (ص۳۲۸ تا ۳۲۶)
لسترنج در پایان نتیجه‌گیری می‌کند که آنچه دربارهٔ بردسیر از مآخذ مختلف وجود دارد، از مقدسی در قرن چهارم تا حافظ ابرو در اوایل قرن نهم، همه در شهر کنونیکرمان موجود است. حتی مسجد تورانشاه که حمدالله مستوف از آن نام می‌برد، همان مسجد ملک است.
با این همه، شهری که در گذشته از چنان عظمت و اقتداری برخوردار بوده، و حتی پس از اسلام و در عصر سلاجقه کتابخانه‌ای با پنج هزار جلد کتاب و بیمارستان و مدرسه داشته، نمی‌تواند شهری محقر و کم‌اهمیت باشد.
مقدسی نیز در احسن التقاسیم که به سال ۳۷۵ه‍.ق تألیف کرده، برای کرمان پنج ناحیه اصلی و یک ناحیه فرعی ذکر می‌کند «بردسیر که در محل، گواشیر می‌گویند و کرسی نشین آن نیز موسوم به بردسیر و ناحیه فرعی آن خبیص است». پس از حمله اعراب این شهر به شدت توسعه یافت وسال‌ها نیز به عنوان مرکزیت استان بردسیر مطرح بوده و حکومت اصلی ولایت کرمان در این شهر قرار داشته‌است. همچنان ازنظر وسعت، شهر به حدی گسترش یافته بود که به قول دکتر برومند سعید، استاد دانشگاه ویکی، خانه‌های بردسیر به منطقه نگار کاملاً وصل بوده‌است، به‌طوری‌که اگر «کرّه‌ای» درنگار گم می‌شده‌است، دربردسیر به دنبال آن می‌آمده‌اند، که این نشان می‌دهد پشت بام‌ها کاملاً به هم متصل بوده‌اند، امّا بعد از این دوران. دوران نزول و ویرانی این شهر شروع می‌شود و دیگر هرگز آن موقعیت را متأسفانه پیدا نمی‌کند.

## ویژگی‌های انسانی

### دین و مذهب
اکثریت مردم بردسیر، مسلمان و شیعه دوازده امامی می‌باشند و ارادت خاصی نسبت به اهل بیت دارند. البته در گذشته عده‌ای از پیروان دین زرتشت و فرقه دراویش اهل حق در این شهر و اطراف آن ساکن بوده‌اند.
منطقه کوه پنج شهرستان بردسیر به «دارالحسین» شهرت دارد.

### زبان و گویش
زبان اغلب مردم این شهر، فارسی با لهجه کرمانی می‌باشد. ولی تفاوت لهجه‌ها در در مناطق مختلف شهرستان بردسیر (مانند: بیدخوان، باغابر و کوه‌پنج، نارپ و ایلاغ (چارطاق و حومه) و نگار) قابل مشاهده است.

## مختصات جغرافیایی و تقسیمات کشوری
مختصات جغرافیایی:
طول جغرافیایی: ۵۶ درجه ۳۴ دقیقه شرقی
عرض جغرافیایی: ۲۹ درجه و ۵۵ دقیقه شمالی

### فاصله تا شهرهای مجاور
- کرمان: ۵۵ کیلومتر
- سیرجان: ۱۱۰ کیلومتر
- بافت: (از مسیر نگار) : ۱۱۴ کیلومتر
- رفسنجان: (از مسیر باغین): ۱۲۵ کیلومتر

## جغرافیای طبیعی
آب و هوای شهر بردسیر معتدل است. به گونه‌ای که شهر بردسیر تابستان‌های خنک و ملایم و زمستان‌های سرد و برفی دارد. از روستاهای خوش آب و هوای بردسیر بیدخوان، لاله زار، قلعه عسکر، مادون، گلزار، اردیکان، ماهونک و محمودآباد کوه‌پنج و… است.ارتفاع از سطح دریا در (مرکز شهر بردسیر): ۲٬۰۴۴ متر است. روستای اردیکان در فاصله ۱۲۰ کیلومتری جنوب شرقی بردسیر در دامنه جنوب غربی کوه هزار بلندترین منطقه مسکونی ایران محسوب می‌شود.

## جاذبه‌های گردشگری

### تاریخی
تپه بلیس (تپه ابلیس)، غبیرا، ارگ بردسیر، خانه بهادرالملک، خانه مازولی، برج نگار، قلعه و برج ماهونک، قلعه کهنه، قلعه جلال‌آباد، برج بهرامجرد، قلعه ترشاب، برج محله سلورد، برج قریت‌العرب، برج کمال‌آباد، برج یوسف علی، حمام قدیمی قریت‌العرب، حمام قدیمی محمودآباد کوه پنج، حمام لاله‌زار، شیر سنگی، تپه آسیاب، قلعه دیو، آسیاب آبی ترشاب و آسیاب حنیفه، پیر باخدا در روستای هجین.

### طبیعت و چشم‌اندازها
- سد حلبی ساز
- دریاچه ترشاب
- منطقه حفاظت شده بیدوئیه
- گود بیابونوئیه
- بند آب‌بخشا
- کوه چهل‌تن
- کوه کله گاو
- دشت ریواس مؤمن آباد
- دشت شقایق باغبزم
- منطقه درونوئیه

### مذهبی
پیر جارسوز (پیر برحق)، امام زاده سیدمحمد، مسجد جامع بردسیر، عمارت زرتشتی‌ها، قدمگاه حضرت ابوالفضل، قدمگاه خضرنبی، امام‌زاده عبدالله، زیارتگاه خواجه بدرالدین نگار، امام‌زاده عباس، مقبره شیخ محمد کاکو وامام‌زاده سید شمس‌الدین لاله زار. مسجد امامحسن، مسجد بهاء الدین، مسجد حسن خان، زیارتگاه میرعباس محمودآباد کوه پنج، زیارتگاه خواجه بدرالدوله. زیارتگاه چهل‌تن
مرقد شهید مدافع حرم سردار مهدی کریمزاده

## صنایع دستی
از جمله مهم‌ترین صنایع دستی این منطقه می‌توان به قالی بافی، گلیم بافی وپته دوزی و چادر شب اشاره کرد.

## محصولات
در روستاهای بردسیر به دلیل ازدیاد دام از نوع گوسفند (قوچ و میش بز ) انواع لبنیات از جمله روغن گوسفند، مسکه، کره، انواع ماست و پنیرهای پوستی تولید می‌شوند. در کنار شیوه‌ی تولید به روش صنعتی، اغلب این محصولات لبنی به صورت سنتی و با استفاده از مشک تولید می‌شوند و در کرمان محبوبیت زیادی دارند. یکی دیگر از لبنیات تولید شده در بردسیر پنیر پوستی است، نوعی از پنیر که برای تهیه‌ی آن پنیر گوسفند را آبکش کرده و آن را در مشک های کوچکی از پوست گوسفند می‌ریزند، و آن را در پوست خشک گردانیده و در زمستان استفاده می‌کنند. درگذشته که یخچال وجود نداشت مردم بردسیر بدینسان پنیر را نگه داری میکردند و تا ماهها از این پنیر در زمستان استفاده مینمودند .
عطر و طعم این نوع پنیر مثال زدنی است و پوست از کپک زدن و رسیدن هوا جلوگیری نموده و طعم خاصی به آن میدهد .

### گل محمدی
نام بردسیر با گل محمدی و گلاب گره خورده و از دیرباز  مردم بردسیر این گل را در خانه های خود کشت میکردند و از زیبایی و عطر آن بهره میبردند.تا جایی که این گل به‌صورت صنعتی جدا نشدنی از این شهر گردید‌.
مردم بردسیر همیشه گلاب را از این گل در خانه هایشان توسط دیگ نیچه استخراج میکردند و هم اکنون در بسیاری از نقاط بردسیر از جمله لاله زار، قریه العرب، باغسرخ، باغبزم و کریکو  به‌صورت انبوه کشت و در کارخانجات این شهر تبدیل به گلاب می گردد .
اسانس خالص گل محمدی بردسیر زبانزد میباشد آنقدر که از فرانسه افرادی برای خرید غنچه این گل به این شهر مسافرت مینمایند تا از آن عطر و پرفیوم های محبوب فرانسوی را تولید نمایند.همچنین بخش گلزار شهرستان بردسیر  دارا ی
رتبه اول استان از نظر تولید سیب و گلابی است

## فضای سبز شهری
- پارک بزرگ شهر
- پارک انقلاب
- بوستان شورا
- پارک دکتر ناظرزاده
- پارک بانوان
- پارک پرستار
- پارک شهدای آتش نشان
- پارک قائم
- بوستان شهدا
- بوستان جوان
- بوستان فرهنگیان

## امکانات فرهنگی

### کتابخانه‌ها
- کتابخانه عمومی شهید صدر[۶]
- کتابخانه عمومی امام حسن عسکری[۱۱]
- کانون پرورش فکری کودکان و نوجوانان

### نشریات
- هفته‌نامه سپهر بردسیر[۶]
- هفته‌نامه بامداد بردسیر
- هفته‌نامه گوارا بردسیر

## مراکز درمانی
- بیمارستان قائم
- کلینیک غربالگری سرطان و مرکز دیالیز حضرت معصومه
- درمانگاه شبانه‌روزی مهراد
- کلینیک دندانپزشکی اردیبهشت

## اماکن ورزشی
- زمین چمن شهدا
- زمین چمن مصنوعی
- سالن‌های فوتسال شهدا و حضرت ابوالفضل
- سالن والیبال مولای متقیان[۶]

## صنایع و معادن

### صنایع
- معدن مس درالو گلزار بردسیر ومعدن در باب شمیل بردسیر
- شرکت کارخانجات فولاد سیرجان ایرانیان (SISCO)
- کارخانه نورد جهان فولاد سیرجان (SJSCO)
- کارخانه تغلیظ و فراوری مس درآلو(به‌طور کامل در خاک شهرستان بردسیر و بخش گلزار)
- کارخانه فولاد مشیز بردسیر
- کارخانه پنیر دشتکار
- کارخانه گلاب زهرا
- کارخانه عرقیات معرکه
- آب معدنی برد
- کارخانه لاستیک صنعت بردسیر
- کارخانه الکل
- شرکت کابل سازان چشمه[۷]
- کارخانجات همرس
- کارخانه گونی بافی
- کارخانه سنگ مصنوعی مشیز استون

### معادن
شهرستان بردسیر دارای معادنی در بخش‌های شن و ماسه، سنگ‌های ساختمانی (مرمر و تراورتن) و کانسارهای فلزی مانند مس، آهن و طلا است. در معادن کانسارهای فلزی معادن مس درآلو وآبتلخون و پشترود تونل‌های شدادی و ترانشه‌هایی با قدمت بالای ۵۰۰ سال وجود دارد مشخصات این معادن در سال ۱۳۵۲ در گزارش مطالعات کانسارهای مس در ایران (سازمان زمین‌شناسی) آمده‌است. در زیر برخی از مهم‌ترین معادن شهرستان بردسیر نام برده شده‌است:
معدن مس باب شمیل(گلزار بردسیر)
معدن مس آبتلخون (کوه‌پنج بردسیر)
معدن مس پشترود (نارپ بردسیر)
معدن مس سه گداری
معدن مس باب زنگوئیه
معدن آهن پلاسری چهل‌تن
معدن سنگ تراورتن پیربنه
معدن سنگ تراورتن پشترود
معدن سنگ مرمر سنگبر
معدن شن و ماسه هجین
لازم است ذکر شود مطالعات اولیه اکتشافی در معدن درآلو در سال ۱۳۵۲ توسط یوگوسلاوها انجام گردید و سپس مطالعات اکتشاف معدنی توسط شرکت اولنگ وابسته صندوق بازنشستگی صنایع ملی مس انجام گرفت. کارخانه فلوتاسیون سولفید مس در این معدن توسط بخش خصوصی ساخته خواهد شد. سرمایه‌گذار این کارخانه شرکت صنعت و معدن وابسته به بانک گردشگری است. لازم است ذکر شود که یکی از عمده سهامداران بانک گردشگری و این شرکت خصوصی جناب آقای مهدی جهانگیری برادر اسحاق جهانگیری معاونت محترم اول ریاست جمهوری اسلامی ایران در دوره‌های یازدهم و دوازدهم است. با توجه به اینکه این معدن در اراضی شهرستان بردسیر و محدوده مرزی آن واقع شده‌است تعارضات برای تصاحب این محدوده توسط دو شهرستان همواره موجب حاشیه‌های سیاسی بوده‌است.

## دانشگاه‌ها و مراکز آموزش عالی
- دانشگاه آزاد اسلامی واحد بردسیر[۶]
- دانشگاه پیام نور بردسیر[۶]
- مرکز آموزش عالی کشاورزی بردسیر (زیر نظر دانشگاه شهید باهنر کرمان)[۶]
- دانشگاه علمی و کاربردی بردسیر[۶]